# X-GIRL
『X-GIRL』（エックスガール）は、1996年4月19日にRED-ZONEから発売されたアダルトゲーム。
本作は『攻殻機動隊』を思わせるサイバーパンク作品であり、日本が世界を相手に戦争を行った結果、国土が荒廃して地下に住まわざるを得なくなる、純粋な日本人が移民や混血児を迫害するといった、生々しい世界観を持っている。

## あらすじ
近未来、軍事国家・日本は世界に宣戦布告を行った。その結果、日本の国土は敵国からの爆撃や細菌兵器の影響によって荒廃し、日本人たちは地下都市へ追いやられていった。
開戦から10年ほど後、軍の情報部の将校をやめたキヨミは無理やり古巣へ連れ戻され、機密を奪った脱獄囚4名を捕らえるよう命じられた。

## システム
本作はコマンド選択式とポイント&クリックを合わせたようなシステムを持っており、たとえば人間の顔を左クリックすると「話す」「聞く」といったコマンドが表示される仕組みとなっている。また、画面内で右クリックすると移動したり特殊なコマンドを選択することができる。
見つけた囚人が反撃したり逃げようとしたりすると戦闘モードに移行し、制限時間内に麻酔銃を囚人の弱点箇所へ4発命中させることで捕まえることができる。制限時間内に4発撃てなかった場合、ゲームオーバーとなる。
囚人を情報部に連行すると、キヨミによるSM尋問へ移行する。

## 登場人物
キヨミ
本作の主人公である情報部の将校。サディストであり、SMによる尋問を得意とする。
アンナ
キヨミの上官にして恋人。
加藤
情報部内務査察官。
カール大佐

### 脱獄囚とその関係者
ナナ
日本人との混血児である元軍人。
エイプリル
ヨーロッパ出身。
レイファ
エイプリルの元同僚である中国人。
ミツコ
日本人。
ブリス

## 世界観
本作における日本は軍事国家であり、世界大戦による国土荒廃のため、地下に追いやられたという経緯を持つ。また、戦争に国力をつぎ込んだ結果、各地の治安が悪化しており、秋葉原では軍から流出した武器の密売が行われているほか、千葉には違法な人体改造クリニックが存在するほどである。
全国民のうち30%が移民やその混血であり、日本人至上主義のもとで迫害されていることから、まともな生活を得るためには身体改造をしなければならないという状況に陥っている。

## 反響
日本における本作の知名度は低いものの、海外の一部の愛好家からはグラフィックやサウンドが受け入れられている。

## 小説版
1996年5月にワコー出版のレッドゾーン文庫から発売された。執筆はたかなみれい、挿絵はりんしんがそれぞれ担当している。ISBN 4948732419